# Chiesa di San Luigi Gonzaga (Trieste)
La chiesa di San Luigi Gonzaga è la parrocchiale di San Luigi, rione di Trieste.

## Storia
Il primo edificio di culto situato a San Luigi era stato ricavato nel 1932 in una stanza di una casa privata per opera dei frati Francescani.
Nel 1949 l'originaria cappella venne sostituita da un ambiente che, nei progetti originari, avrebbe dovuto diventare la cripta della nuova chiesa. Cinque anni dopo fu eretta la parrocchia di San Luigi Gonzaga.
Negli anni successivi si decise di edificare una nuova chiesa. Il progetto venne affidato all'ingegner Dino Tamburini e la chiesa fu costruita in meno di un anno, tanto che fu consacrata il 25 aprile 1960.

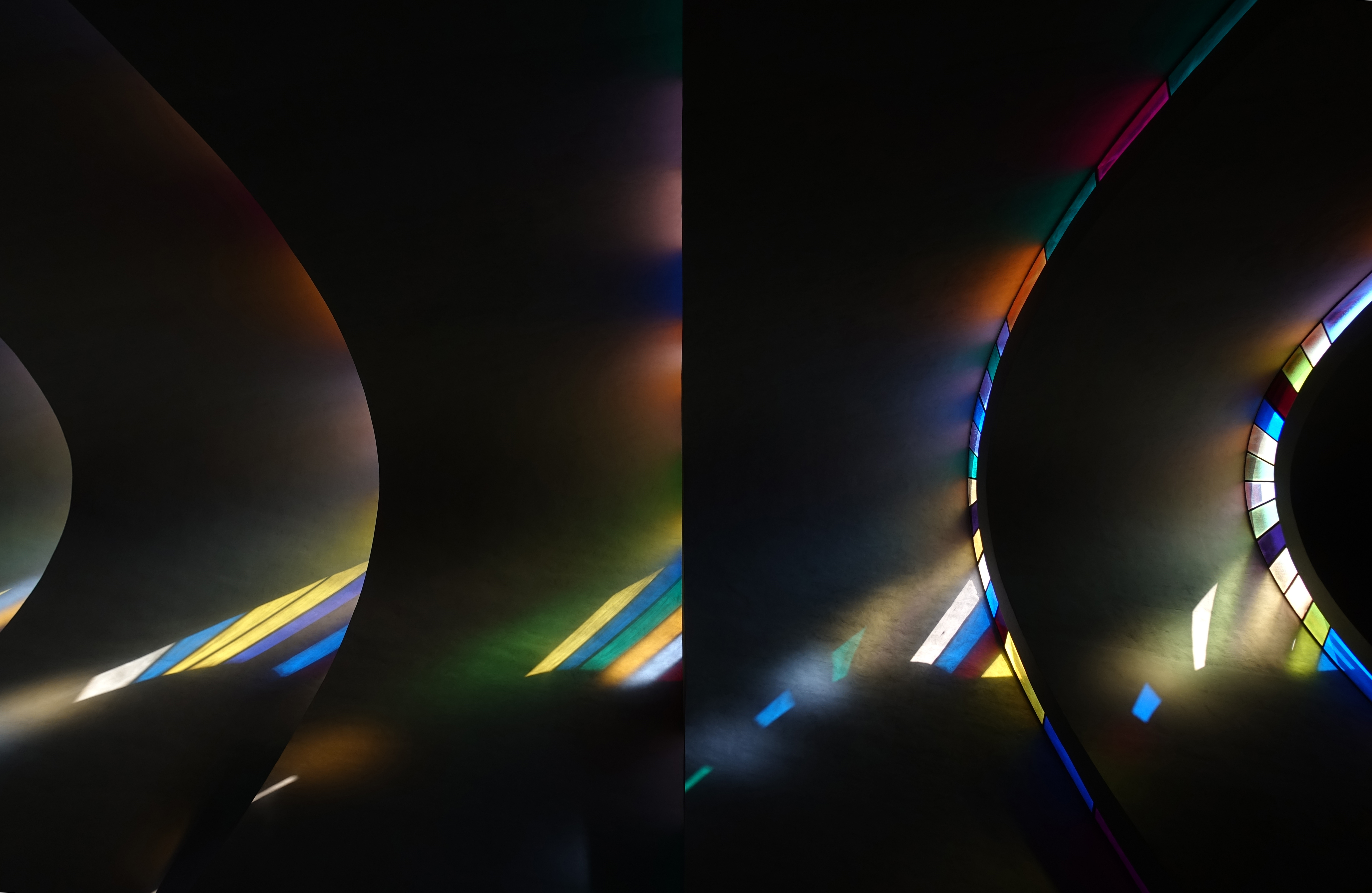
Gioco di luci e colori sul soffitto della chiesa.